# Gens Accoleia
|  | No s'ha de confondre amb Abascantus. |

La Gens Accoleia (en llatí Accoleia gens) va ser una gens romana que devia ser destacada. Només es coneix el seu nom per uns denaris que donen el nom de P. Accoleius Lariscolus i dues inscripcions de P. Accoleius Euhemerus i de L. Accoleius Abascantus.